# Neomyia inflata
Neomyia inflata är en tvåvingeart som först beskrevs av Townsend 1918.  Neomyia inflata ingår i släktet Neomyia och familjen husflugor. Inga underarter finns listade i Catalogue of Life.